# Alexander Yanutov
Alexander Pavlovitch Yanutov (Surgut, 16 de março de 1983) é um voleibolista indoor russo que atua na posição de líbero.

## Carreira
Yanutov foi vice-campeão da Liga Mundial duas vezes, nas edições de 2007 e 2010. Em 2014 foi vice-campeão da Taça CEV defendendo as cores do Guberniya Nizhny Novgorod.